# Anche nel West c'era una volta Dio
Anche nel West c'era una volta Dio è un film del 1968 diretto da Marino Girolami con lo pseudonimo di Dario Silvestri.

## Trama
Bob Ford, un uomo in fuga con la mappa di un tesoro nascosto, rubata ai suoi ex complici poco prima, ha il tempo di nasconderla prima di morire. Verrà poi ritrovata da Tommy, un bambino ma subito rubata da un signore misterioso. Un gruppo parte quindi alla ricerca del tesoro fra cui Tommy, suo zio Pink e il messicano Ceralbo tutti guidati da Chasquito. Riusciranno ad aggirare la banda che era sulle tracce dei preziosi e a recuperarli.

## Produzione
Il film venne prodotto dalla Circus Film e dalla R.M. Films

## Distribuzione

### Data di uscita
Il film venne distribuito in varie nazioni, fra cui:
- Italia. Anche nel West c'era una volta Dio 7 ottobre 1968
- Spagna, Entre Dios y el diablo 29 marzo 1970 (Barcelona)
- Francia, Un colt et le diable 10 giugno 1970
- Svezia, Den gode, djävulen och winchester 7 febbraio 1972
- Danimarca 6 marzo 1972
- Finlandia, Luojan ja paholaisen välissä 25 agosto 1972

## Critica
La critica è molto dura con questa pellicola definendo l'intera storia «puerile».